# Pomnik Bohaterów Getta Warszawskiego we Wrocławiu
Pomnik Bohaterów Getta Warszawskiego – płyta upamiętniająca powstańców getta warszawskiego znajdująca się na placu Bohaterów Getta we Wrocławiu.
Pomnik powstał z inicjatywy wrocławskich działaczy Towarzystwa Społeczno-Kulturalnego Żydów. Uroczystość odsłonięcia odbyła się wieczorem 19 kwietnia 1963 r. w dwudziestą rocznicę wybuchu powstania. Poprzedził ją capstrzyk z udziałem kompanii honorowej Ludowego Wojska Polskiego, który przeszedł z Rynku na centralną część placu Bohaterów Getta.
Pomnik składa się z pionowej płyty o wysokości 70 cm z napisem 1943 19 kwiecień 1963 oraz poziomej czarnej, granitowej tablicy z inskrypcją w języku polskim i jidysz o treści: Bohaterom getta warszawskiego, bojownikom za naszą i waszą wolność – społeczeństwo Wrocławia.
W połowie lat 70 XX wieku, podczas budowaniu Trasy W-Z większą część powierzchni placu zajęły dwie jezdnie i torowisko tramwajowe. W związku z powyższym pomnik przeniesiono z centralnej części placu na skwer w pobliżu kamienic ulicy Psie Budy.

## Literatura
- Zygmunt Antkowiak: Pomniki Wrocławia. Wrocław – Warszawa – Kraków: Ossolineum, 1985, s. 89–90.